# Augusta Rapetti Bassi
Augusta Rapetti Bassi (1885 – 1970) è stata una pianista e compositrice italiana diplomata al Liceo Musicale di Bologna.

## Biografia
Concertista di chiara fama e dall'abilità virtuosistica eccezionale, diede numerosissimi concerti pianistici ottenendo ovunque vivissimi consensi. 
Fu anche accompagnatrice al pianoforte del tenore Borgatti e del violinista francese Jacques Thibaud. 
In seguito si dedicò con vivo successo al canto. Debuttò nella "Sonnambula" e nel "Don Pasquale" a Catania e a Palermo e fu un soprano leggero molto applaudito ed apprezzato.
Ha il primato particolare di essere stata la prima donna a dirigere l'orchestra al Liceo musicale di Bologna nel lontano 1905. All'epoca la Rapetti Bassi aveva 20 anni e dirigeva la prima esecuzione del "Preludio per piena orchestra" composto da lei stessa. Nella composizione, tra l'altro, fu una dei migliori allievi di Marco Enrico Bossi, compositore e organista di fama mondiale, che a quell'epoca era direttore del conservatorio di Bologna e che diresse quella scuola portandola a livelli straordinari.
Compose in quegli anni, prima dello scoppio della prima guerra mondiale, circa un centinaio di lavori, raccolti solo di recente in un catalogo pubblicato nel 2005 a cura del Centro Studi che porta il suo nome. Si tratta interamente di materiale manoscritto. Al lavoro di Augusta Rapetti Bassi sono state dedicate due grandi mostre a Trieste: nel 2000 "Augusta Rapetti Bassi: la parola e la musica" e nel 2002 "Augusta Rapetti Bassi: musica e cultura a Trieste nel primo Novecento", entrambe curate dal Centro Studi a lei dedicato.
Fu bolognese di nascita e, per matrimonio, triestina d'adozione. Dopo il matrimonio infatti si stabilì a Trieste e si dedicò all'insegnamento del canto lirico.
A Trieste negli anni Venti divenne l'anima della Società dei Concerti e del Conservatorio, presentando repertori classici per canto e pianoforte, spesso accompagnandosi da sola al pianoforte, ma anche proponendo brani nuovi e inediti dell'allora nuova musica italiana ed europea
Raccolse attorno a sé i nomi più importanti del mondo culturale musicale triestino dell'epoca con i quali collaborò assiduamente da Smareglia a Croatto, da Zuccoli a Barison, da Illersberg a Curelli, Visnoviz, e tanti altri.
Profuse la propria arte ed il proprio insegnamento continuando la sua attività fino a pochi mesi prima della morte, dando nomi brillanti al mondo della lirica.
Rappresenta una delle ultime personalità di musicista completa, che con le proprie doti artistiche e musicali di grande maturità e con l'erudizione approfondita si è fatta mediatrice, nell'Italia di quegli anni, di tutto lo spirito della grande musica europea.